# Raffaele Panico
Raffaele Panico (Napoli, 22 maggio 1963) è un giornalista e storico italiano.

## Biografia
Diventa giornalista professionista nel 2000.
Nel 1997 viene nominato direttore de L'Avanti!, succedendo a Sergio De Gregorio.
Raffaele Panico è sostituito alla direzione de L'Avanti! da Valter Lavitola nel 2002.
Ha scritto diversi libri, articoli e atti di convegni nell'ambito della ricerca storico-geografica e su Alessandro Aleandri ha scritto nel 1999 Aleandri e il suo tempo – Un intellettuale umbro tra Settecento e Ottocento. Atti del convegno scientifico, nel 1998 Un confronto tra due autori di Bevagna: Fabio degli Alberti e Alessandro Aleandri, nel 2001 Alessandro Aleandri: un umbro nelle maggiori cariche istituzionali della Repubblica Romana. Atti del convegno Campagna Marittima e Terra di Lavoro 1798-99, Alessandro Aleandri (1762 - 1838). Vita e opere tra Stato e Chiesa in età romantica nel 2013. Si è occupato dell'Agro Pontino nelle varie edizioni del testo La pianura pontina nel Settecento. Il paesaggio attraverso l'analisi delle controversie economico-ambientali, 2017  [2011].
Nel 2003 Raffaele Panico viene premiato dal Dipartimento per l’informazione e l’editoria della Presidenza del Consiglio dei Ministri con il conferimento del Premio della Cultura per gli opuscoli L’Italia dimenticata, edizioni 2000 e 2001. Riceve inoltre il Premio della Cultura anche nel 2005, per L’Italia nella coscienza di Niccolò Tommaseo e Gabriele D’Annunzio - Fiume del golfo del Carnaro e Giuliana in terra pontina.
Ha lavorato per l'Umanità, Rinascita. Tra i personaggi da lui intervistati, Giorgio Galli a proposito del socialismo italiano.
Uno dei più importanti scrittori con cui ha collaborato è stato Marco Dolcetta.

## Opere
- Alessandro Aleandri: un umbro nelle maggiori cariche istituzionali della Repubblica Romana. Atti del convegno Campagna Marittima e Terra di Lavoro 1798-99, 2001ª ed., Terracina, 15-16 gennaio 1999.
- L'Italia dimenticata, Roma, Edizioni de L'Avanti, 2000.
- La pianura pontina nel Settecento. Il paesaggio attraverso l'analisi delle controversie economico-ambientali, Roma, Bibliotheca Edizioni, 2017  [2011].
- Alessandro Aleandri (1762 - 1838). Vita e opere tra Stato e Chiesa in età romantica, Roma, Reggio Calabria, Città del Sole, Bibliotheca Edizioni, 2013, ISBN 978-88-901119-9-0.

## Premi
- 2003 Premio della Cultura Dipartimento per l’informazione e l’editoria della Presidenza del Consiglio dei Ministri per L’Italia dimenticata, edizioni 2000 e 2001.
- 2005 Premio della Cultura Dipartimento per l’informazione e l’editoria della Presidenza del Consiglio dei Ministri per L’Italia nella coscienza di Niccolò Tommaseo e Gabriele D’Annunzio - Fiume del golfo del Carnaro e Giuliana in terra pontina